# خمیر بازی

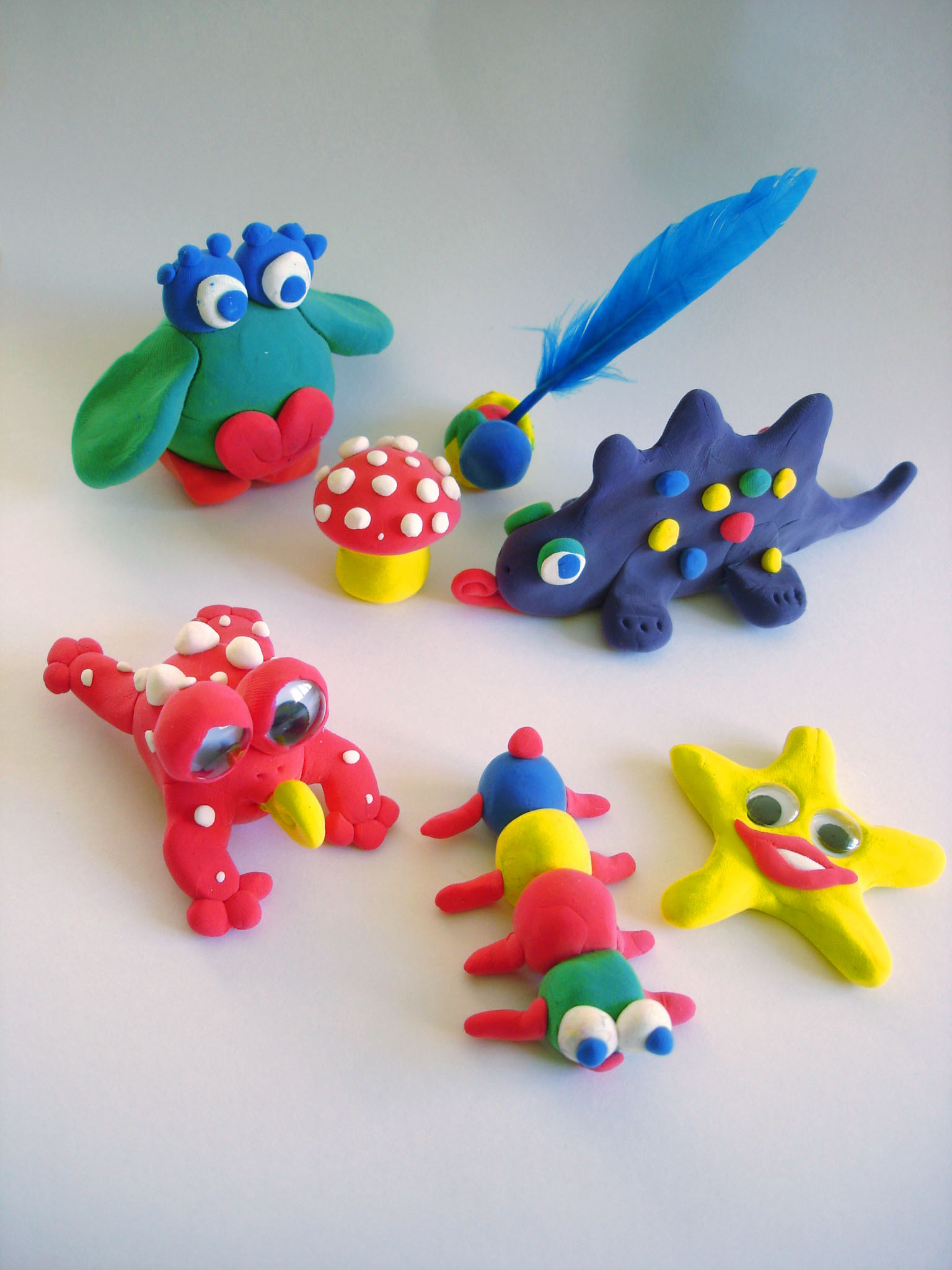
چند شی ساخته شده با خمیر بازی

خمیرِ بازی، ماده نرم و شکل‌پذیری است که برای بازی بچه‌ها در خانه یا مدرسه استفاده می‌شود. اجزای اصلی خمیر بازی آرد، آب، نمک طعام و سایر افزودنی‌ها است. به بازی با این نوع خمیر، «خمیربازی» گفته می‌شود.
خمیر بازی برای اولین بار در شهر سینسینتی آمریکا و برای تمیزکردن کاغذ دیواری تولید شد. در دهه ۱۹۵۰ (میلادی) و با یافتن کاربرد آن به عنوان وسیله‌ای مناسب برای بازی کودکان، به سرعت بازارهای کشور آمریکا را فتح کرد.

### خمیر بازی برای کودکان
۱- مهارت‌های حرکتی ظریف ایجاد می‌کند
۲- باعث آرامش می‌شود
۳- خلاقیت را افزایش می‌دهد
۴- هماهنگی چشم و دست
۵- بهبود مهارت‌های اجتماعی
۶- افزایش سطح علم و دانش کودکان
۷- باعث افزایش زمان بازی می‌شود